# Širikti-Šukamunu
Širikti-Šukamunu byl posledním babylonským králem z VI. babylonské dynastie, podle místa původu nazývané dynastie Bazi.
Podle soudobých záznamů vládl pouhé tři měsíce roku 984 př. n. l. Pozdější záznamy délku jeho vlády potvrzují, ale uvádějí ho jako bratra Nabu-kudurri-usura I. (Nebukadnesara I.). Pravděpodobně jde o záměnu s Ninurta-kudurri-usurem I., kterého Širikti-Šukamunu na trůnu vystřídal.

Aššúrské záznamy ho označují za posledního krále z rodiny Bazi a současníka asyrského krále Aššur-rabiho II.